# Desporto da Alemanha

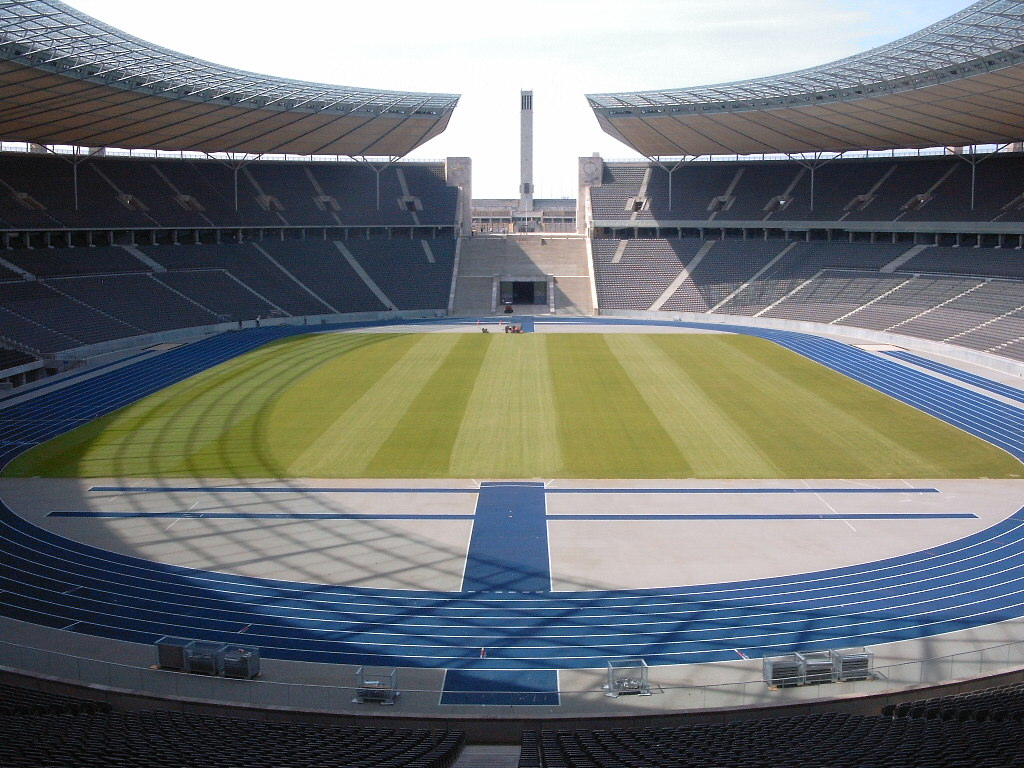
Estádio Olímpico de Berlim

O esporte tem um proeminente papel na sociedade alemã, sendo considerado parte da identidade nacional.
Sua vertente olímpica é regulamentada pela Federação Alemã de Esportes Olímpicos (DOSB) que conta com 95 entidades filiadas, mais de 90.000 clubes e aproximadamente 27 milhões de membros, ou seja, segundo dados dessa organização, aproximadamente um terço da população do país realiza práticas esportivas em clubes ou em alguma das 127.000 instalações de caráter esportivo que existem no território.

## Esportes motorizados

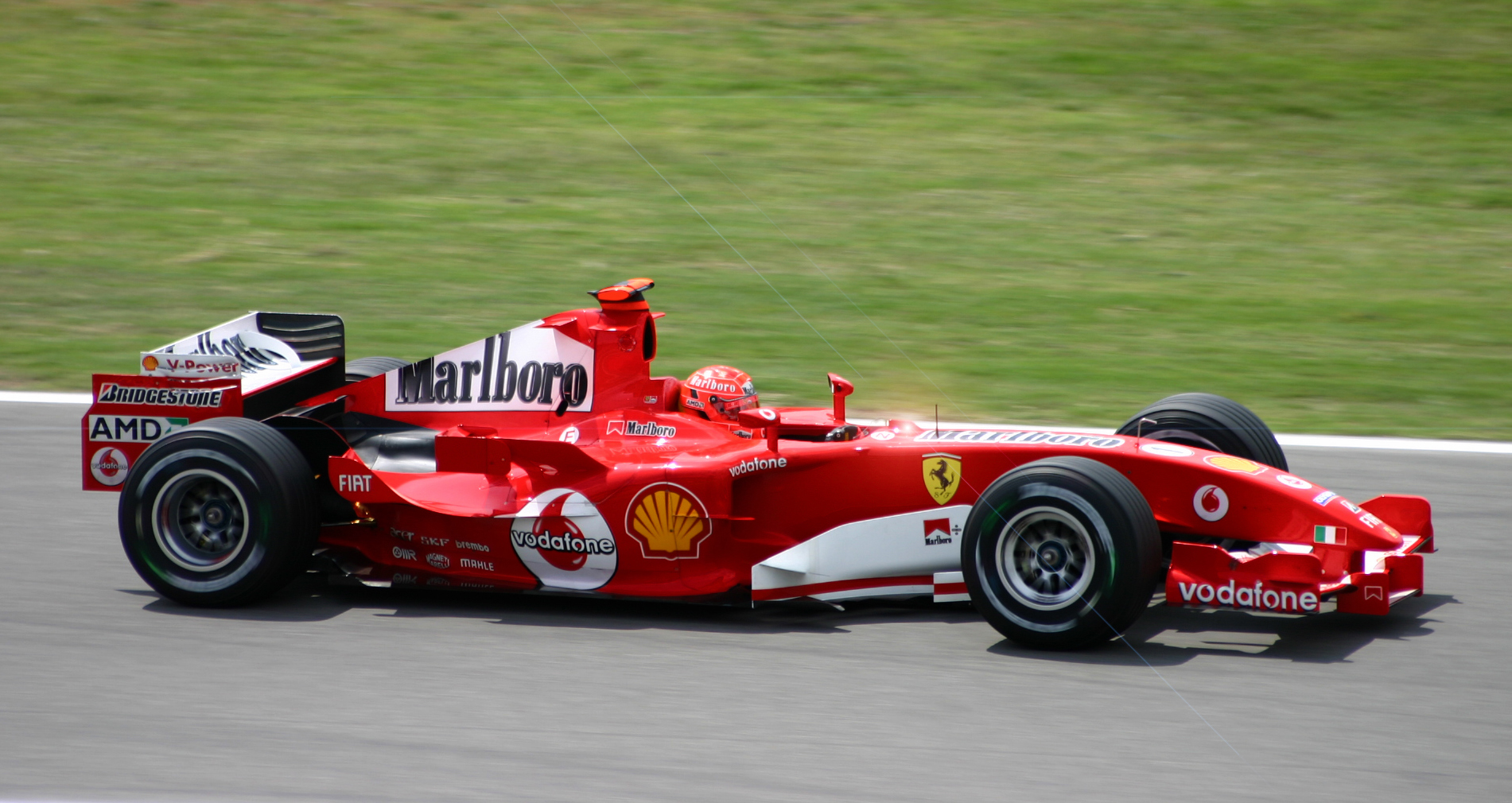
Michael Schumacher conseguiu 91 vitórias em corridas e 7 campeonatos em sua carreira na Fórmula 1.

A Alemanha é um dos países líderes em esportes motorizados. O piloto de Fórmula 1 mais bem sucedido na história, Michael Schumacher reescreveu os livros de recordes durante sua carreira.
Ele ganhou mais campeonatos e corridas de Fórmula 1 que qualquer outro piloto desde a temporada de estréia da Fórmula 1 em 1946. Em 2003 Schumacher definiu um novo recorde para o campeonato de pilotos, o antigo recorde de 5 foi estabelecido por Juan Manuel Fangio e permaneceu por 46 anos desde 1957. Ele também é o atleta mais bem pago da história do esporte, com um salário anual de aproximadamente US$ 70 milhões da Ferrari e se acredita ter conseguido entre 25 e 30 milhões mais em patrocínios. Em 2005 ele se tornou o primeiro atleta bilionário, de acordo com a revista Eurobusiness.
As 24 horas de Le Mans uma corrida anual disputada na França, teve 16 vitórias da Porsche, mais que qualquer outro construtor.
O Deutsche Tourenwagen Masters também é extremamente popular na Alemanha.

## Futebol
O Futebol é a modalidade esportiva mais popular do planeta, não sendo diferente na Alemanha. A bem da verdade, pode-se dizer que o futebol é a paixão esportiva alemã, já que o país conta com mais de 26 mil clubes e aproximadamente 6 milhões de associados, fazendo da Federação Alemã de Futebol a maior associação desportiva em todo o mundo.
Sua participação em Copas do Mundo revela o sucesso do esporte no país, colecionando quatro títulos na versão masculina (1954, 1974, 1990 e 2014) e dois na feminina  (2003 e 2007). Se somarmos os títulos, a Alemanha se revela o país de maior peso no esporte, já que são seis títulos mundiais contra cinco do Brasil (todos no masculino) e quatro da Itália (todos no masculino).
No torneio europeu de seleções, chamada Eurocopa, a equipe masculina divide o topo com a seleção espanhola, tendo três títulos cada uma; na versão feminina, a equipe tem uma das maiores hegemonias do esporte, com incríveis oito títulos continentais.
Nas Olimpíadas, uma exceção: a nação germânica detém apenas uma medalha de ouro, conquistada pela Alemanha Oriental em 1976, Montreal; completam o quadro masculino uma medalha de prata e três de bronze. Na versão feminina, também são apenas três medalhas de bronze.
Quando tratamos de clubes, o país conta com a terceira mais forte competição europeia, destacando-se duas grandes potências internacionais: Bayern de Munique e Borussia Dortmund.
O Bayern de Munique possui números incríveis: possui a maior torcida do país, uma das maiores médias de público do mundo, absurdos 26 campeonatos alemães, 18 copas da Alemanha, cinco títulos da Liga dos Campeões da Europa e 3 títulos mundiais, sendo duas Copas Intercontinentais e um Campeonato Mundial. Até por isso, foi eleito pela FIFA o 3° maior clube de futebol do século XX e o primeiro entre todos clubes alemães. Com base nos resultados de uma pesquisa da empresa Brand Finance em fevereiro de 2012, o Fußball-Club Bayern München é o quarto clube mais rico do mundo, com um valor estimado de € 367 milhões.
O Borussia Dortmund é uma crescente potência, tendo a maior média de público dentre todos os clubes de futebol no mundo, sendo um dos três únicos clubes alemães detentor da Liga dos Campeões da Europa (o Bayern de Munique e o Hamburgo são os outros dois). Além disso, possui uma Copa Intercontinental, 8 campeonatos alemães e 3 Copas da Alemanha.
Outros grandes clubes do país são Hamburgo (um título da Liga dos Campeões da Europa, 6 campeonatos da Bundesliga e 3 Copas da Alemanha), o Schalke 04 (uma Liga Europa, 7 campeonatos alemães na era pré-Bundesliga e 5 Copas da Alemanha), Borussia Mönchengladbach (duas Copa da UEFA, 5 campeonatos da Bundesliga e 3 Copas da Alemanha), Werder Bremen (4 campeonatos da Bundesliga e outras 6 Copas da Alemanha) e Stuttgart (uma Copa da UEFA, 5 campeonatos da Bundesliga e 3 Copas da Alemanha).

## Handebol
Modalidade criada na Alemanha em 1919, por Carl Schelenz, é o esporte coletivo mais popular no país após o futebol.
Sua federação nacional foi fundada em 1933 e, atualmente, a Seleção Alemã de Handebol lidera o Ranking Mundial de Handebol geral e é primeira nos resultados individuais dos Campeonatos Mundiais Masculino e Feminino, além do Campeonato Júnior Masculino e o Torneio Olímpico Masculino.
Nas Olimpíadas, a modalidade foi inserida já nos Jogos de Berlim, em 1936. Após um grande hiato olímpico, o esporte retornou apenas nos Jogos de Munique, em 1972, permanecendo ininterruptamente desde então. No total, a equipe masculina conta com uma medalha de ouro (Alemanha Oriental) e duas de prata (uma pela Alemanha Ocidental e outra pela unificada) enquanto a seleção feminina conquistou uma medalha de prata e outra de bronze, ambas pela Alemanha Oriental.
Enquanto isso, o Campeonato Mundial de Handebol Masculino foi criado em 1938, tendo a Alemanha sediado e vencido este pioneiro torneio. Até hoje, o país sediou 6 edições (2 na Alemanha Oriental) e levou 3 medalhas de ouro, 4 medalhas de prata e 3 de bronze (computadas todas as Alemanhas), ficando atrás de França, Suécia e Romênia.
O Campeonato Mundial de Handebol Feminino, por seu turno, foi iniciado apenas em 1957, sediado na Iugoslávia e vencido pela Checoslováquia. Foram 2 edições sediadas na Alemanha, tendo o país 4 medalhas de ouro e 4 de bronze, restando em segundo lugar na história, atrás apenas da Rússia/URSS. Em 2017, deverá sediar mais uma edição.
No âmbito europeu, os germânicos são os atuais campeões da versão masculina, com 2 medalhas de ouro, 1 de prata e outra de bronze. A versão feminina é amplamente dominada pela Noruega, tendo a Alemanha uma solitária medalha de prata (são 6 ouros e 3 pratas da Noruega).
Alguns dos maiores ídolos do esporte são Daniel Stephan, Henning Fritz e Nadine Krause.
A maior novidade recente do esporte foi a criação, em 2004, de sua versão de areia, hoje dominada pelo Brasil. Nesse ambiente, a Alemanha alcançou 1 medalha de prata, tendo o Brasil 7 medalhas de ouro.

## Olimpíadas de Verão
No Quadro de medalhas dos Jogos Olímpicos de Verão de todos os tempos até 2004 a Alemanha tinha a sétima colocação, a Alemanha Oriental a oitava e a Alemanha Ocidental a décima sexta. Se todas as medalhas forem combinadas a Alemanha fica com a terceira colocação.
A Alemanha recebeu os Jogos Olímpicos de Verão por duas vezes, em Berlim em 1936 e em Munique em 1972.
Os esportes de maior sucesso, historicamente: Atletismo, Natação, Remo, Canoagem, Hóquei em campo e Hipismo.

## Olimpíadas de Inverno
No Quadro de medalhas dos Jogos Olímpicos de Inverno de todos os tempos até 2002 a Alemanha tem a quarta colocação, sendo a Alemanha Oriental a sétima e a Alemanha Ocidental a décima quinta. Totalizando os três montantes de medalhas, a Alemanha ficaria com a primeira colocação.
Suas modalidades de maior sucesso são Biatlo, Bobsleigh e Luge.
A Alemanha sediou os Jogos Olímpicos de Inverno uma única vez até aqui, em 1936, quando tiveram como palco as cidades gêmeas da Baviera, Garmisch e Partenkirchen. A Alemanha conquistou a maioria das medalhas de ouro e a maior contagem total de medalhas durante os Jogos Olímpicos de Inverno de 2006 em Turim.